# دون ميغيل رويز
دون ميغيل رويز (بالإسبانية: Miguel Ángel Ruiz Macías)‏ هو كاتب ومتحدث تحفيزي مكسيكي، ولد في 1952 في المكسيك.

## وصلات خارجية
- الموقع الرسمي
- دون ميغيل رويز على موقع ميوزك برينز (الإنجليزية)